# هوبير غيورين
هوبير غيورين (بالفرنسية: Hubert Guérin)‏ هو دبلوماسي فرنسي، (و. 1896 – 1986 م).